# William Douglas, signore di Nithsdale
William Douglas, signore di Nithsdale, anche detto Douglas il Nero (Scozia, anni 1360 – primi anni 1390), è stato un nobile e cavaliere medievale scozzese.
È noto con certezza solo un breve periodo della sua vita. Genero del re di Scozia Roberto II, di cui sposò la figlia Egidia, si affermò fra i principali condottieri scozzesi della fine del XIV secolo. Per stroncare la pirateria nelle isole britanniche, condusse spedizioni militari in Irlanda e a Man. Secondo la tradizione partecipò in seguito alle crociate del Nord, venendo ucciso a tradimento in Prussia tra il 1390 e il 1391 da un nobile inglese suo vecchio rivale, ma le circostanze della sua morte sono tutt'altro che certe. Tramite la figlia, da lui discese il clan Sinclair.

## Biografia

### Origini familiari
William era un figlio illegittimo di Archibald Douglas, futuro III conte di Douglas, detto il Feroce, che lo concepì con una donna sconosciuta circa negli anni 1360 (ma la data esatta è incerta, mancando molte informazioni sulla sua vita). Secondo i contemporanei era molto simile al nonno, sir James Douglas, che alla morte di re Roberto I di Scozia nel 1329 si era fatto crociato e aveva portato le spoglie del sovrano scozzese in battaglia per onorare il suo voto mai realizzato di combattere per la fede. Viene quindi descritto come di corporatura alta e imponente e dalla grande forza fisica, e di carattere molto espansivo. Come il nonno, fu allora soprannominato "Douglas il Nero".
La prima ipotetica menzione di lui risalirebbe al 1372, quando un William Douglas è citato come rivale di Henry Percy, I conte di Northumberland, a cui contendeva il dominio di alcune terre di confine tra Inghilterra e Scozia.

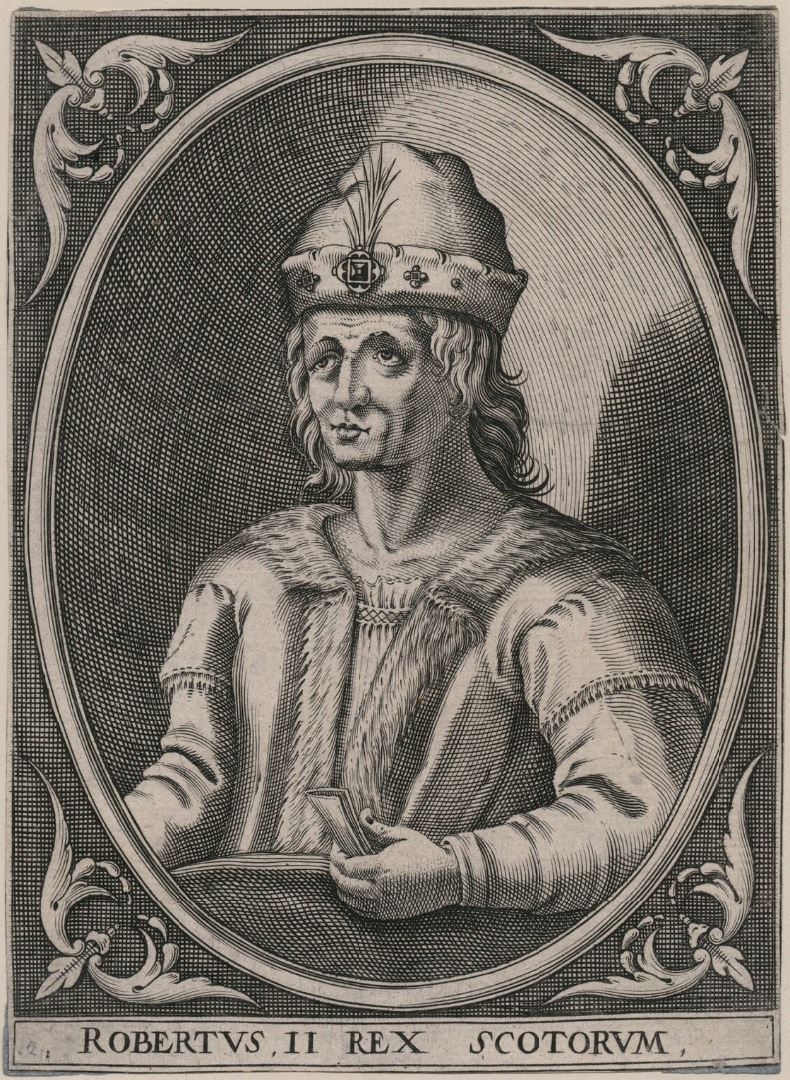
Stampa seicentesca di re Roberto II di Scozia, di cui William Douglas divenne genero e favorito

### Prime campagne militari e matrimonio reale

#### Carlisle e unione con Egidia
Il primo riferimento certo alla persona di Douglas risale al 1385, quando l'esercito scozzese lanciò una campagna di razzie nel nord dell'Inghilterra e assediò il castello di Carlisle, difeso da Thomas Clifford, VI barone Clifford. Qui William Douglas si rese protagonista di varie azioni belliche, come la distruzione dei suburbi di Carlisle e numerosi scontri contro i cavalieri inglesi, da cui uscì sempre vittorioso. Nonostante Douglas si fosse distinto per coraggio e vigore nel combattimento, l'assedio fallì e l'esercito scozzese fu costretto a ritirarsi.
All'incirca nel 1387, durante la sua permanenza alla corte scozzese, riuscì ad attrarre le attenzioni della principessa Egidia di Scozia, figlia minore di re Roberto II di Scozia. Egidia, colpita dalla prestanza fisica e dal valore di Douglas, si innamorò follemente di lui, respingendo anche il contemporaneo corteggiamento di re Carlo VI di Francia; suo padre Roberto II, favorevolmente impressionato dal giovane cavaliere per le imprese di Carlisle, acconsentì all'unione. I due presto convolarono a nozze e William Douglas, in quanto nuovo genero del sovrano scozzese, divenne presto uno dei principali capi militari del regno di Scozia. Gli fu inoltre concessa l'importante signoria di Nithsdale, che diventò il suo feudo primario, e da Roberto II ricevette inoltre una pensione annua di 300 sterline.
La nomina a signore di Nithsdale non era comunque solo un onore, ma anche un onere: la contea di Nithsdale, a ridosso del confine anglo-scozzese, era da sempre una zona turbolenta, e probabilmente Roberto II sperava che affidarla al capace Douglas avrebbe favorito un saldo controllo della regione e la pacificazione del regno.

#### Spedizioni in Irlanda e Inghilterra
Già nel 1388 Douglas dovette occuparsi di difendere il regno. Dei pirati irlandesi erano sbarcati nel Galloway e avevano saccheggiato la regione; per vendicarsi, in poco tempo Douglas allestì una flotta, reclutò un esercito e sbarcò a sua volta in Irlanda, conducendo una veloce e brutale campagna di razzie. Douglas prese di mira principalmente il porto di Carlingford, che inizialmente tuttavia risparmiò dal saccheggio quando i cittadini promisero di pagare un ingente riscatto. In realtà, gli irlandesi avevano chiesto segretamente aiuto alla guarnigione inglese della vicina Dundalk, che nottetempo aggredì l'esercito scozzese. Nonostante fossero state colte di sorpresa e in grosso svantaggio numerico, le truppe di Douglas riuscirono a respingere l'assalto inglese. Per vendicarsi, gli scozzesi entrarono quindi a Carlingford e la misero a ferro e fuoco.

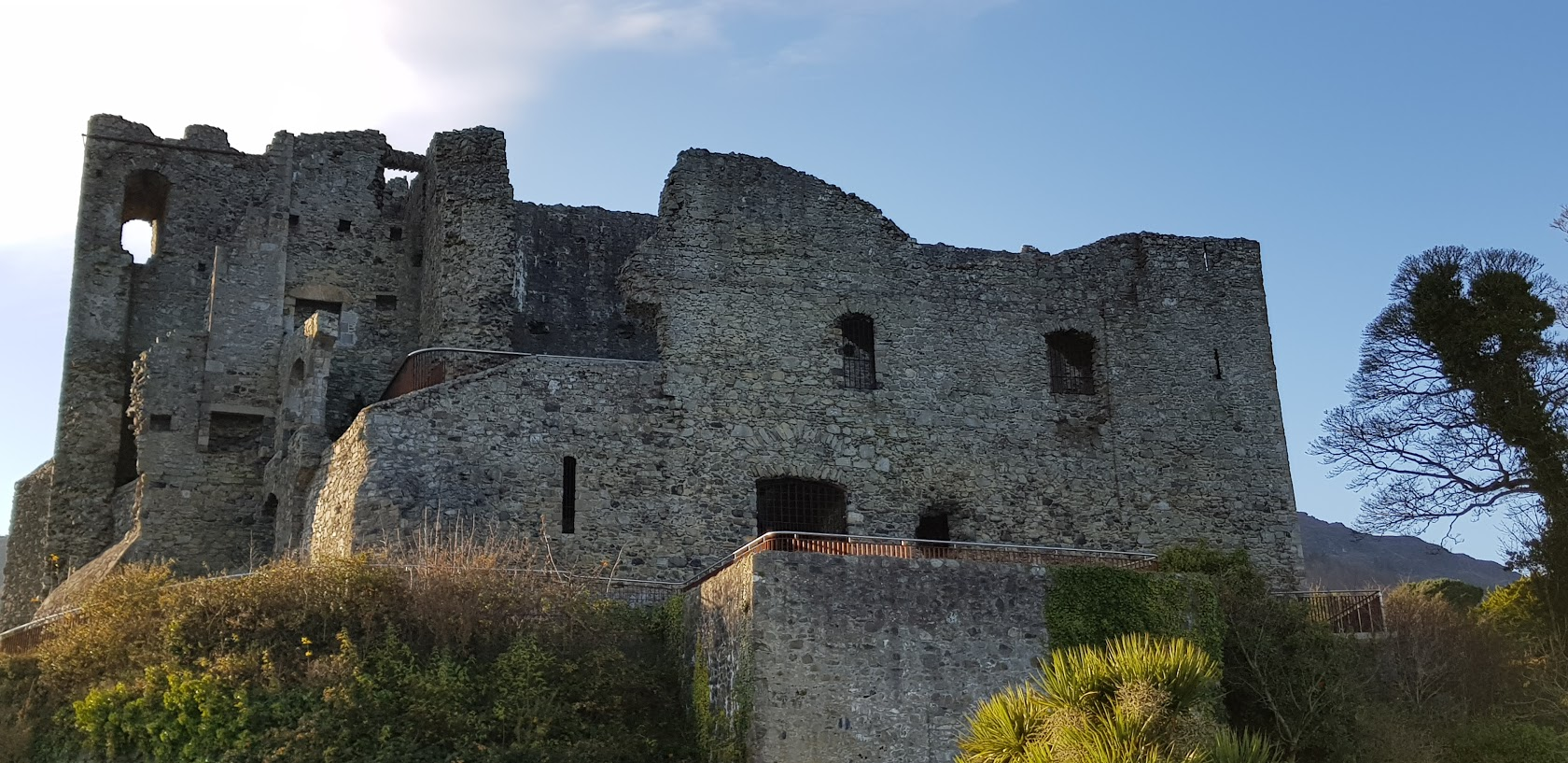
Rovine del castello di Carlingford, espugnato da Douglas assieme al resto della città nel 1388

Carico del bottino raccolto in Irlanda, Douglas requisì tutte le navi del porto di Carlingford e fece vela per la Scozia. Presto, tuttavia, fece una deviazione per stroncare la pirateria nel mare d'Irlanda: una volta lasciata l'isola gaelica, Douglas si diresse verso l'isola di Man, attaccando anch'essa al fine di eliminare per gli anni seguenti la sempre costante minaccia dei predoni che infestavano le coste britanniche.
Rientrato in Scozia, si unì subito a una nuova campagna indetta da re Roberto II contro l'Inghilterra, partecipando alla successiva invasione del Cumberland. Combatté quindi, assieme a suo padre, alla battaglia di Otterburn, scontro che vide la morte di James Douglas, II conte di Douglas e l'ascesa del padre Archibald a capo del clan Douglas. Come ricompensa per la fedeltà dimostrata, il genitore gli concesse il dominio delle terre dell'Herbertshire, che si andarono ad aggiungere al già ingente patrimonio di William Douglas.

### La crociata e la morte
A seguito della battaglia di Otterburn, Inghilterra e Scozia stabilirono una tregua decennale, che rese quindi sicuro per qualche tempo il confine tra i due regni e permise ai nobili britannici di dedicarsi ad altre attività belliche, come ad esempio partecipare alle crociate. Nel 1389 quindi, imitando molti altri aristocratici, il signore di Nithsdale manifestò l'intenzione di seguire l'esempio del nonno e prendere a sua volta la croce. Si stavano allora combattendo le crociate del Nord, una lunga lotta da parte dei baroni tedeschi e dell'Ordine Teutonico per strappare il dominio delle terre affacciate sul mar Baltico alle tribù pagane che le abitavano, e Douglas decise di unirsi a questa campagna. L'importante feudatario inglese Tommaso Plantageneto, I duca di Gloucester stava allora organizzando una spedizione per combattere nella crociata lituana, e Douglas decise di unirsi a lui.
Gli ultimi anni di vita di William Douglas sono riportati in maniera confusa e spesso contradditoria, e le esatte circostanze della sua morte non sono chiare. Il cronista Walter Bower riporta (quasi certamente esagerando) che Douglas, a capo di una flotta di centinaia di navi e un nutrito gruppo di cavalieri scozzesi, lasciò il regno nello stesso 1389, anche se da altri resoconti pare che alla fine del 1390 lui e il suo seguito si trovassero bloccati nel porto di Bruges per mancanza di fondi, venendo costretti a indebitarsi per proseguire. Douglas giunse infine in Prussia, nella città di Danzica, che lo accolse calorosamente. Tuttavia ciò non è considerato plausibile da alcuni storici, poiché alcuni resoconti testimoniano come Douglas fosse ancora presente in Scozia nel 1390 e addirittura nel 1392, quando alcune rendite vennero ritirate in suo nome a Dumfries. Altri resoconti lo danno invece presente a Königsberg, dove poi sarebbe morto.
Pare che Douglas si fosse così tanto distinto per coraggio e carisma da venirgli affidata la guida di un'intera spedizione che si pianificava di condurre di lì a breve. Il resoconto tradizionale della morte di Douglas afferma che una volta giunto a Danzica, vi avrebbe incontrato Thomas Clifford, VI barone Clifford, suo vecchio avversario all'assedio di Carlisle di alcuni anni prima e a cui contestava il possesso di alcune terre in Scozia che riteneva di proprietà della sua famiglia. Poiché disapprovava la nomina a comandante del suo rivale, lord Clifford avrebbe avuto un acceso diverbio con Douglas; la lite sfociò in una vera e propria rissa tra i loro seguaci inglesi e scozzesi, che vide infine la morte di Douglas per mano dello stesso Clifford per motivi d'onore (altre versioni riportano invece un vero e proprio assassinio). Molti cronisti coevi riportarono l'episodio della morte di Douglas, affermando anche che il suo omicidio causò molto sconcerto nello schieramento crociato, costringendo il nuovo gran maestro dell'Ordine teutonico Konrad von Wallenrode a indire subito una campagna militare contro i lituani per renderlo nuovamente coeso ed evitare ulteriori scontri. Una versione cinquecentesca dell'accaduto invece affermava che Clifford, temendo il confronto diretto col rivale, avrebbe ingaggiato degli assassini perché uccidessero al suo posto Douglas.

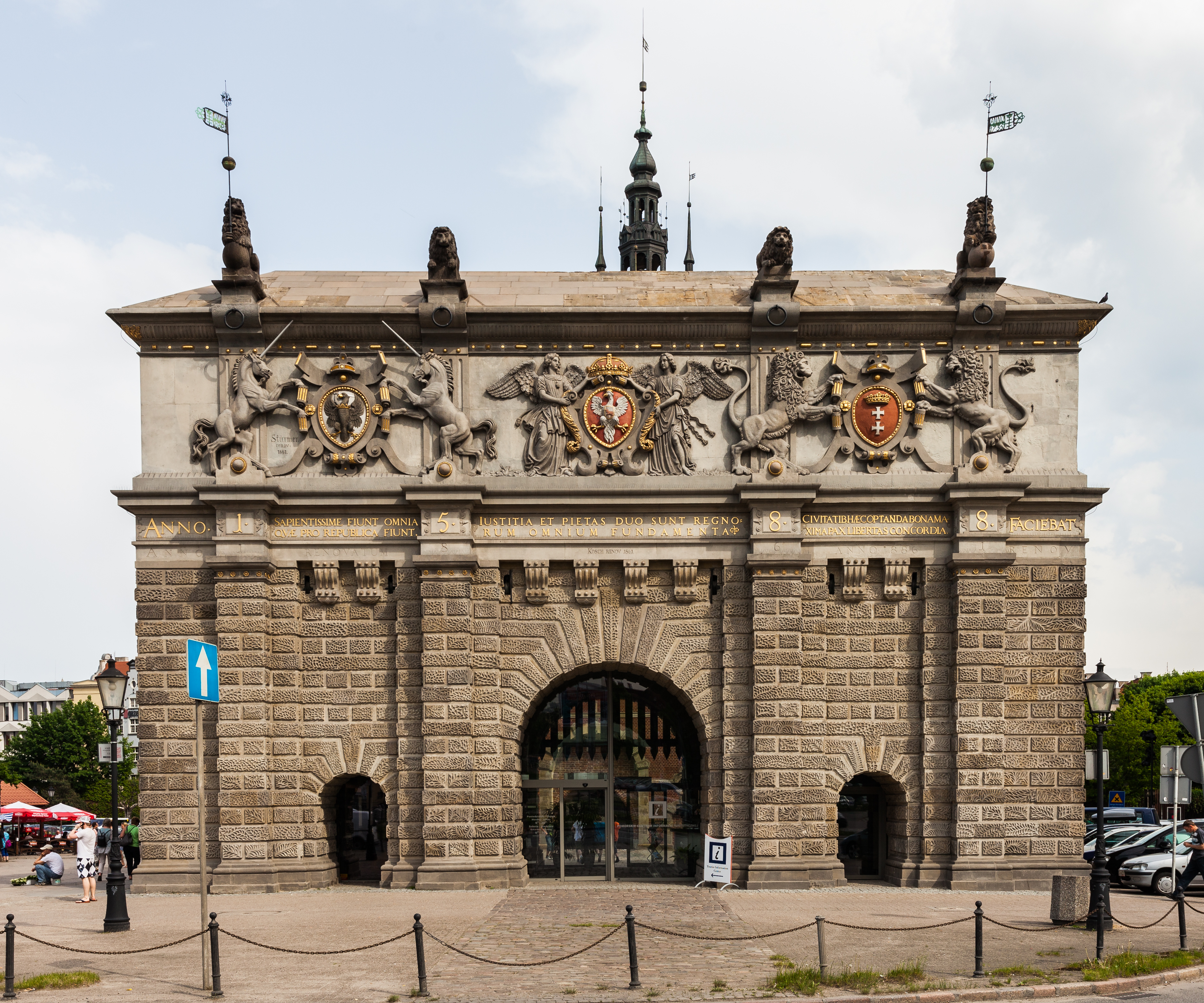
La Porta Alta di Danzica (sua versione moderna), che anticamente sarebbe stata la Porta di Douglas

Le circostanze della morte di William Douglas non sono quindi stabilibili con certezza, presentando varie discrepanze. Il lord Clifford storico, ad esempio, morì apparentemente prima di Douglas, perendo durante un pellegrinaggio condotto verso la Terrasanta nella seconda metà del 1391, quando alcuni resoconti danno il signore di Nithsdale ancora in vita, rendendo quindi la storia della sua morte poco più che una leggenda. Sempre secondo questa poco credibile versione, lord Clifford avrebbe deciso di recarsi in viaggio verso Gerusalemme proprio per espiare i suoi peccati, vivendo i suoi ultimi giorni in uno stato di profonda penitenza.
Comunque sia, William Douglas non è più menzionato da cronache e documenti dopo il 1392, segno che dovette morire di lì a poco. Non è noto se sia mai rientrato in Scozia o se sia morto durante le campagne militari nell'Europa orientale. Un certo legame storico tra il clan Douglas e la città di Danzica era comunque accertato, poiché le storie su sir William Douglas erano ampiamente diffuse nella tradizione popolare locale; inoltre una delle porte della città, la Porta Alta, era anticamente chiamata "Porta di Douglas", e pare che le insegne di Nithsdale la sormontassero almeno fino alla prima metà del XVIII secolo.

## Discendenza
William Douglas si sposò all'incirca nel 1387 con Egidia di Scozia, figlia minore di re Roberto II di Scozia e considerata una delle donne più belle del regno di Scozia del tempo. William ed Egidia ebbero due figli:
- William Douglas, II signore di Nithsdale, successore del padre e di cui si possiedono ancora meno informazioni;
- Egidia Douglas, sposa di Henry II Sinclair, conte delle Orcadi.

William Douglas II presumibilmente morì negli anni 1420, prigioniero nella torre di Londra. Non avendo avuto eredi, tutto il suo patrimonio passò alla sorella Egidia, da cui discese tutto il successivo clan Sinclair.

## Ascendenza
|                                         |   |                             | Genitori                                          |  |  | Nonni |  |  | Bisnonni                  |  |  | Trisnonni            |  |
|                                         |   |                             |                                                   |  |  |       |  |  | William Douglas the Hardy |  |  | Guglielmo di Douglas |  |
|                                         |   |                             |                                                   |  |  |       |  |  | William Douglas the Hardy |  |  | Guglielmo di Douglas |  |
|                                         |   | Constance Battail di Fawdon |                                                   |  |  |       |  |  | William Douglas the Hardy |  |  |                      |  |
| James Douglas                           |   |                             |                                                   |  |  |       |  |  | William Douglas the Hardy |  |  |                      |  |
|                                         |   | Elizabeth Stewart           | Alexander Stewart, IV grande intendente di Scozia |  |  |       |  |  |                           |  |  |                      |  |
|                                         |   | Elizabeth Stewart           | Alexander Stewart, IV grande intendente di Scozia |  |  |       |  |  |                           |  |  |                      |  |
|                                         |   | Elizabeth Stewart           | Joan de Bute                                      |  |  |       |  |  |                           |  |  |                      |  |
| Archibald Douglas, III conte di Douglas |   | Elizabeth Stewart           |                                                   |  |  |       |  |  |                           |  |  |                      |  |
|                                         |   | …                           | …                                                 |  |  |       |  |  |                           |  |  |                      |  |
|                                         |   | …                           | …                                                 |  |  |       |  |  |                           |  |  |                      |  |
|                                         |   | …                           | …                                                 |  |  |       |  |  |                           |  |  |                      |  |
| amante                                  |   | …                           |                                                   |  |  |       |  |  |                           |  |  |                      |  |
|                                         |   | …                           | …                                                 |  |  |       |  |  |                           |  |  |                      |  |
|                                         |   | …                           | …                                                 |  |  |       |  |  |                           |  |  |                      |  |
|                                         |   | …                           | …                                                 |  |  |       |  |  |                           |  |  |                      |  |
| William Douglas, signore di Nithsdale   |   | …                           |                                                   |  |  |       |  |  |                           |  |  |                      |  |
|                                         | … | …                           |                                                   |  |  |       |  |  |                           |  |  |                      |  |
|                                         | … | …                           |                                                   |  |  |       |  |  |                           |  |  |                      |  |
|                                         | … | …                           |                                                   |  |  |       |  |  |                           |  |  |                      |  |
| …                                       | … |                             |                                                   |  |  |       |  |  |                           |  |  |                      |  |
|                                         |   | …                           | …                                                 |  |  |       |  |  |                           |  |  |                      |  |
|                                         |   | …                           | …                                                 |  |  |       |  |  |                           |  |  |                      |  |
|                                         |   | …                           | …                                                 |  |  |       |  |  |                           |  |  |                      |  |
| amante                                  |   | …                           |                                                   |  |  |       |  |  |                           |  |  |                      |  |
|                                         |   | …                           | …                                                 |  |  |       |  |  |                           |  |  |                      |  |
|                                         |   | …                           | …                                                 |  |  |       |  |  |                           |  |  |                      |  |
|                                         |   | …                           | …                                                 |  |  |       |  |  |                           |  |  |                      |  |
| …                                       |   | …                           |                                                   |  |  |       |  |  |                           |  |  |                      |  |
|                                         |   | …                           | …                                                 |  |  |       |  |  |                           |  |  |                      |  |
|                                         |   | …                           | …                                                 |  |  |       |  |  |                           |  |  |                      |  |
|                                         |   | …                           | …                                                 |  |  |       |  |  |                           |  |  |                      |  |
|                                         |   | …                           |                                                   |  |  |       |  |  |                           |  |  |                      |  |

### Annotazioni
1. ↑  Secondo le leggende su di lui, fu ucciso a Danzica attorno al 1390-91, ma alcuni resoconti successivi che lo menzionano in vita suggerirebbero invece per un suo decesso successivo in Scozia. Cfr. Balfour Paul 1906, pp. 163-164.
2. ↑  La data esatta dell'unione non è nota, ma nel 1387 il matrimonio tra William Douglas e la principessa Egidia era comunque già avvenuto. Cfr. Balfour Paul 1906, p. 164.
3. ↑  Secondo alcuni invece l'incontro con lord Clifford sarebbe avvenuto in Inghilterra tramite un apposito permesso rilasciato da re Riccardo II al fine di sfidarsi a duello, ma questi eventi sono molto fumosi. Cfr. Paton 1888, p. 360 e Macdonald 2008, p. 121.

### Riferimenti
1. 1 2 3 4 5 6 7 8 9 10 11 12 13 14 15 16 17 18  Paton 1888, p. 360.
2. 1 2 3 4 5 6 7 8 9 10 11  Balfour Paul 1906, p. 163.
3. 1 2  Boardman e Ditchburn 2022, p. 196.
4. 1 2  Boardman e Ditchburn 2022, p. 197.
5. 1 2  Macquarrie 1997, p. 35.
6. 1 2 3 4 5  (EN) James Miller, Sword for Hire: The Scottish Mercenary, Edimburgo, Berlinn, 2007,  p. 40, ISBN 978-1-84158-446-1.
7. ↑  Macquarrie 1997, p. 212.
8. 1 2 3  Macdonald 2008, p. 121.
9. ↑  Macdonald 2008, p. 120.
10. 1 2 3 4 5 6 7  Balfour Paul 1906, p. 164.
11. ↑  Paton 1888, pp. 360-361.
12. 1 2 3 4 5 6  (EN) Tom Duggett, Tim Fulford (a cura di), Sir Thomas More: or, Colloquies on the Progress and Prospects of Society, Routledge, 2018,  p. 390, nota 3, ISBN 978-13-51-58904-8.
13. ↑  (EN) Timothy Guard, Chivalry, Kingship and Crusade: The English Experience in the Fourteenth Century, Boydell Press, 2013,  p. 90, ISBN 9781843838241.
14. ↑  Macquarrie 1997, pp. 210-212.
15. 1 2 3  Paton 1888, p. 361.